# Ван Фу (евнух)
Ван Фу (кит. трад. 王甫, ? — 179) — дворцовый евнух империи Восточная Хань. Во время первого несчастья заточения сторонников при императоре Хуань-ди он заведовал допросами, а после смерти Хуань-ди служил в резиденции вдовствующей императрицы Доу Мяо. Отец Доу Мяо — Доу У и реформистски настроенные чиновники были недовольны властью и влиянием, которые имели евнухи и собирались их уничтожить. В 168 году подчинённые Доу У Инь Сюнь и Шань Бин с помощью пыток добились от евнуха Чжэн Ли показаний против Ван Фу и Цао Цзе. Однако, перед тем, как их успели взять под стражу, евнухи сами организовали контрпереворот. Они взяли под свой контроль юного императора Лин-ди, и Цао Цзе принудил секретариат назначить Ван Фу «префектом жёлтых врат» (黃門令), управляющим личными покоями императора, и дать ему приказ на арест Инь Сюня и Шань Бина. Расправившись с ними, Ван Фу вместе с Чжэн Ли отобрали у императрицы её печать. Чэнь Фань собрал своих сторонников и предпринял контратаку, но Ван Фу быстро подавил эту попытку. После этого Ван Фу и Чжэн Ли собрали тысячу дворцовых стражей и двинулись против Доу У, который пытался поднять подчинённую ему Северную Армию. На помощь силам евнухов подошёл знаменитый пограничный генерал Чжан Хуань, после чего войска Доу У оставили его, и он был убит.
Ван Фу был назначен «постоянным слугой» (中常侍), доверенным лицом императора, при этом сохранил и должность «префекта жёлтых врат» (黃門令). Ван Фу и Цао Цзе стали играть решающую роль в правительстве. Родственники и клиенты Ван Фу стали продвигаться по службе и обогащаться, отмечаясь при этом, как и сам Ван Фу, изрядной жестокостью и коррупцией.
В 172 году Ван Фу и Цао Цзе обвинили вана Бохая и брата императора Хуань-ди Лю Куя в мятеже, когда он передумал платить им оговоренную взятку. Лю Куй был казнён, а Ван Фу, Цао Цзе и их сообщники получили в награду от Лин-ди знатные титулы.
В 177 году по настоянию Ван Фу была одобрена военная экспедиция против сяньбийцев, которая закончилась катастрофой.
Ван Фу боялся возможной мести со стороны императрицы Сун, чья тётя была наложницей Лю Куя. Ван Фу обвинил её в колдовстве и добился того, что она была посажена в тюрьму и умерла.
В 179 году на должность «инспектора столичного округа» (司隸校尉) был назначен Ян Цю. Он сразу же обвинил Ван Фу и его приближённых в коррупции. Ван Фу в этот момент находился в отпуске в своих поместьях, и оказался застигнут врасплох. Ван Фу с приближёнными был забит до смерти палками, его тело повесили на столичных вратах, а выжившие родственники высланы в ссылку далеко на юг.